# Теодерих II фон Вид
Теодерих II (Дитрих II) фон Вид (на немски: Theoderich II von Wied, Dietrich II von Wied; * ок. 1170; † 27 март 1242, Трир) е от 1212 до 1242 г. архиепископ и курфюрст на Курфюрство Трир.

## Живот
Той е третият син на граф Дитрих I фон Вид († ок. 1200) от Графство Вид.
От 1196 до 1212 г. Теодерих е каноник в „Св. Куниберт“ в Кьолн. През 1212 г. той е архиепископ на Трир. Още в началото, понеже строи замък, той е пленен от граф Хайнрих II фон Насау и е освободен през 1214 г.
През 1230 г. той започва строежа на църквата Либфрауенкирхе в Трир и през 1235 г. освещава катедралата на Лимбург. През 1240 строи замък Килбург.
Той е на страната на Хоенщауфените. Погребан е в катедралата на Трир.